# Tom Welling
Thomas John Patrick "Tom" Welling (Putnam Valley, Nova York, 26 d'abril de 1977) és un actor, director,  productor i ex-model conegut pel seu paper de Clark Kent a la sèrie de televisió Smallville.

## Biografia
Fill d'un executiu retirat de la General Motors i una mestressa de casa, té dues germanes més grans i un germà més petit, Nicholas, que també és actor. Va escollir ser paleta i viure a la casa dels seus pares. Un caçatalents el va descobrir quan tenia 22 anys, i li va suggerir treballar com a model. Després d'uns quants anys viatjant per tot el món, Welling es va començar a interessar per l'actuació.
El seu primer treball important com a actor va ser a la sèrie de televisió Judging Amy, on hi aparegué en sis episodis. També va aparèixer a les sèries Special Unit 2 i Undeclared amb papers menys rellevants. Va obtenir el paper de Clark Kent per la sèrie Smallville en una audició a nivell nacional amb l'objectiu de trobar una cara nova. Welling es va negar dos cops a interpretar el paper abans d'acceptar.
Welling també va intentar fer el pas a la pantalla gran amb pel·lícules com Cheaper by the Dozen amb Steve Martin, Cheaper by the Dozen 2, i el remake Terror en la boira, l'any 2005.
A partir de la novena temporada de Smallville, es convertí en productor de la sèrie, i un any més tard, en productor executiu. També va desenvolupar una sèrie per The CW, Hellcats, on en fou el productor executiu. La sèrie va durar una temporada i finalment no va ser renovada.

## Filmografia

### Cinema
| Any  | Títol                  | Paper                      | Notes                                                       |
| ---- | ---------------------- | -------------------------- | ----------------------------------------------------------- |
| 2003 | Cheaper by the Dozen   | Charlie Baker              | Nominat – Tria del Públic Jove: Estrella emergent masculina |
| 2005 | Terror en la boira     | Nicholas "Nick" Castle     |                                                             |
| 2005 | Cheaper by the Dozen 2 | Charlie Baker              |                                                             |
| 2013 | Parkland               | Agent secret Roy Kellerman |                                                             |
| 2014 | Draft Day              | Brian Drew                 |                                                             |
| 2016 | The Choice             | Dr. Ryan McCarthy          |                                                             |